# كيفن ماثيوز (مصارع محترف)
كيفن ماثيوز (بالإنجليزية: Kevin Matthews)‏ هو مصارع محترف أمريكي، ولد في 10 فبراير 1983 في Bay Ridge, Brooklyn ‏ في الولايات المتحدة.

## وصلات خارجية
- كيفن ماثيوز على موقع WrestlingData.com (الإنجليزية)
- كيفن ماثيوز على موقع CageMatch worker (الإنجليزية)
- كيفن ماثيوز على موقع قاعدة بيانات المصارعة على الإنترنت (الإنجليزية)
- كيفن ماثيوز على موقع عالم المصارعة على الإنترنت (الإنجليزية)
- كيفن ماثيوز على موقع عالم المصارعة على الإنترنت (الإنجليزية)